# Charles Suran
Charles Suran, né le 2 mai 1904 à Blajan (Haute-Garonne) et mort le 1er août 1971 à Boulogne-sur-Gesse (Haute-Garonne), est un homme politique français.

## Biographie
Charles Suran est nommé Juste parmi les Nations par Yad Vashem, Institut International pour la Mémoire de la Shoah, le 14 août 2011 pour avoir sauvé la famille Raab et les enfants Kohn.

## Détail des fonctions et des mandats
Mandat parlementaire
- juin 1955 - 1er aout 1971 : Sénateur de la Haute-Garonne

Mandats locaux
- 1945-1971 : Conseiller Général de Boulogne-sur-Gesse
- 1945-1971 : Maire de Boulogne-sur-Gesse